# Hespellia porcina
Hespellia porcina es una especie de bacteria grampositiva del género Hespellia. Fue descrita en el año 2004. Su etimología hace referencia a cerdo. Es anaerobia estricta e inmóvil. Catalasa y oxidasa negativas. Tiene un tamaño de 0,5-1,0 μm de ancho por 1,5-4,0 μm de largo y crece individual, en parejas o en cadenas cortas. Forma colonias grises, convexas, lisas y translúcidas. Se ha aislado del estiércol relacionado con cerdos. 